# Бактерициды
Бактерициды, бактерицидные вещества (от бактерии и лат. caedo «убиваю») — химические соединения, уничтожающие или угнетающие развитие бактерий.
Бактерицидные вещества используют для защиты промышленных материалов и изделий, а в химиотерапевтических целях – для лечения инфекций бактериальной природы.

## Классификация
Бактерициды входят в более широкую группу биоцидов.
К бактерицидам относятся некоторые антисептики
В 1979 году к группе бактерицидных веществ относили антибиотики.